# Cil, Arad
Cil este un sat în comuna Almaș din județul Arad, Crișana, România.

## Galerie de imagini

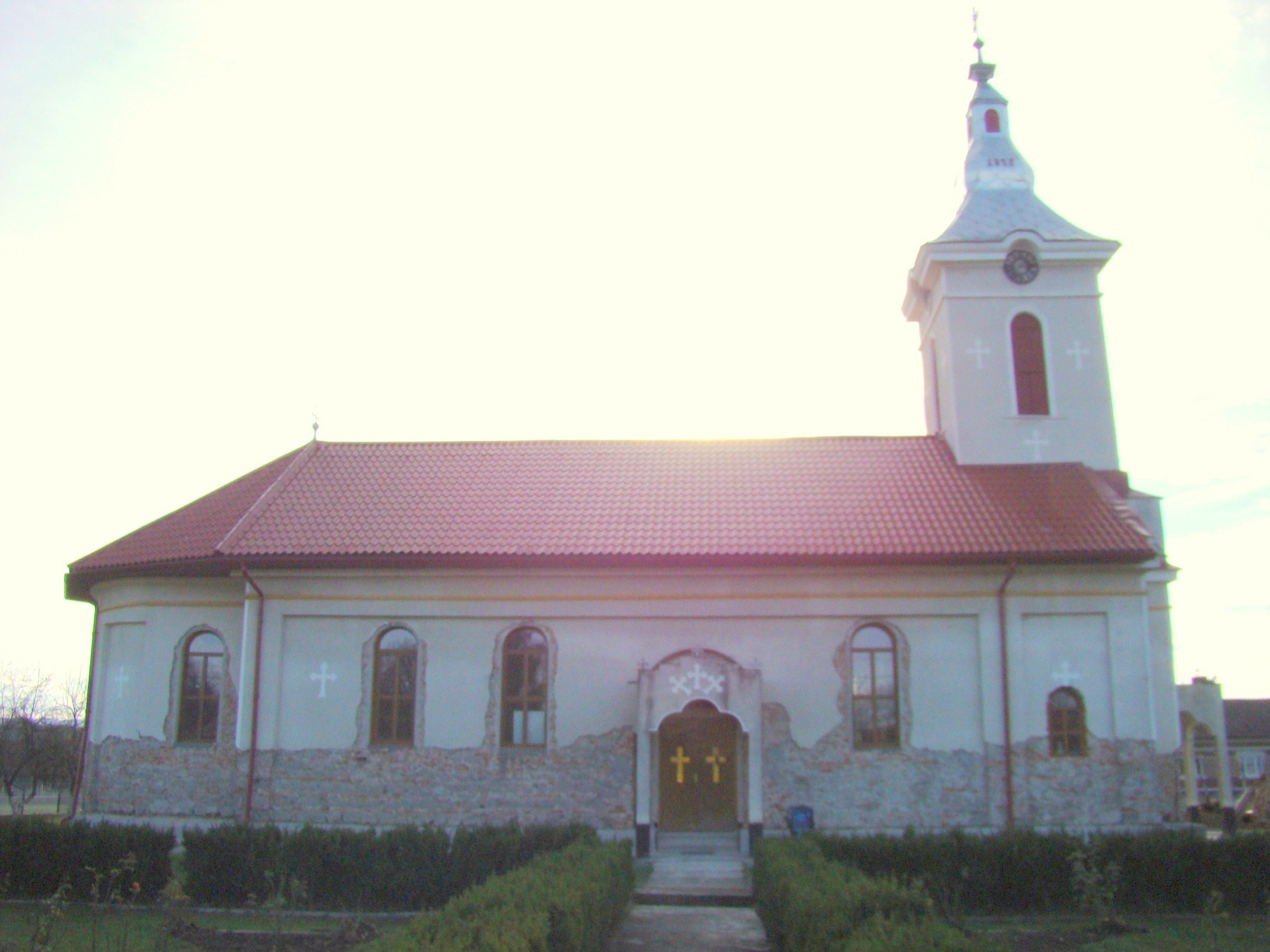
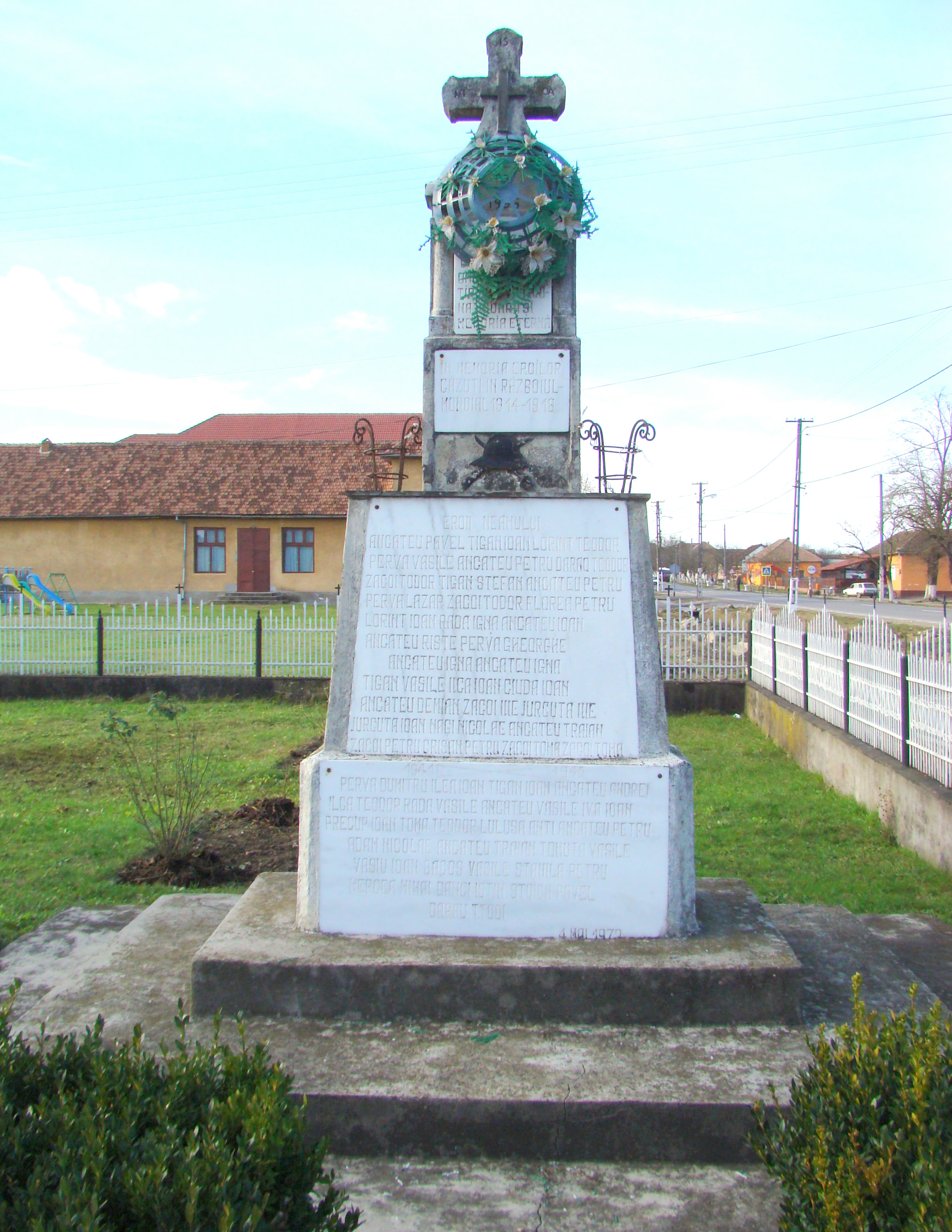